# 2009年上海
|        | 上海历史 |
| 世紀： | 20世紀上海 \| 21世紀上海 \| 22世紀上海                                                                                     |
| 年代： | 1970年代上海 \| 1980年代上海 \| 1990年代上海 \| 2000年代上海 \| 2010年代上海 \| 2020年代上海 \| 2030年代上海               |
| 年份： | 2005年上海 \| 2006年上海 \| 2007年上海 \| 2008年上海 \| 2009年上海 \| 2010年上海 \| 2011年上海 \| 2012年上海 \| 2013年上海 |
| 紀年： | 己丑年（牛年）、上海开埠166周年、上海设市82周年                                                                            |

## 主要官员

### 党委
- 市委书记：俞正声

### 人大
- 人大常委会主任：刘云耕

### 政府
- 市长：韩正

### 法院
- 院长：应勇

### 检察院
- 检察长：陈旭

### （党）纪委
- 书记：董君舒

### 政协
- 主席：冯国勤

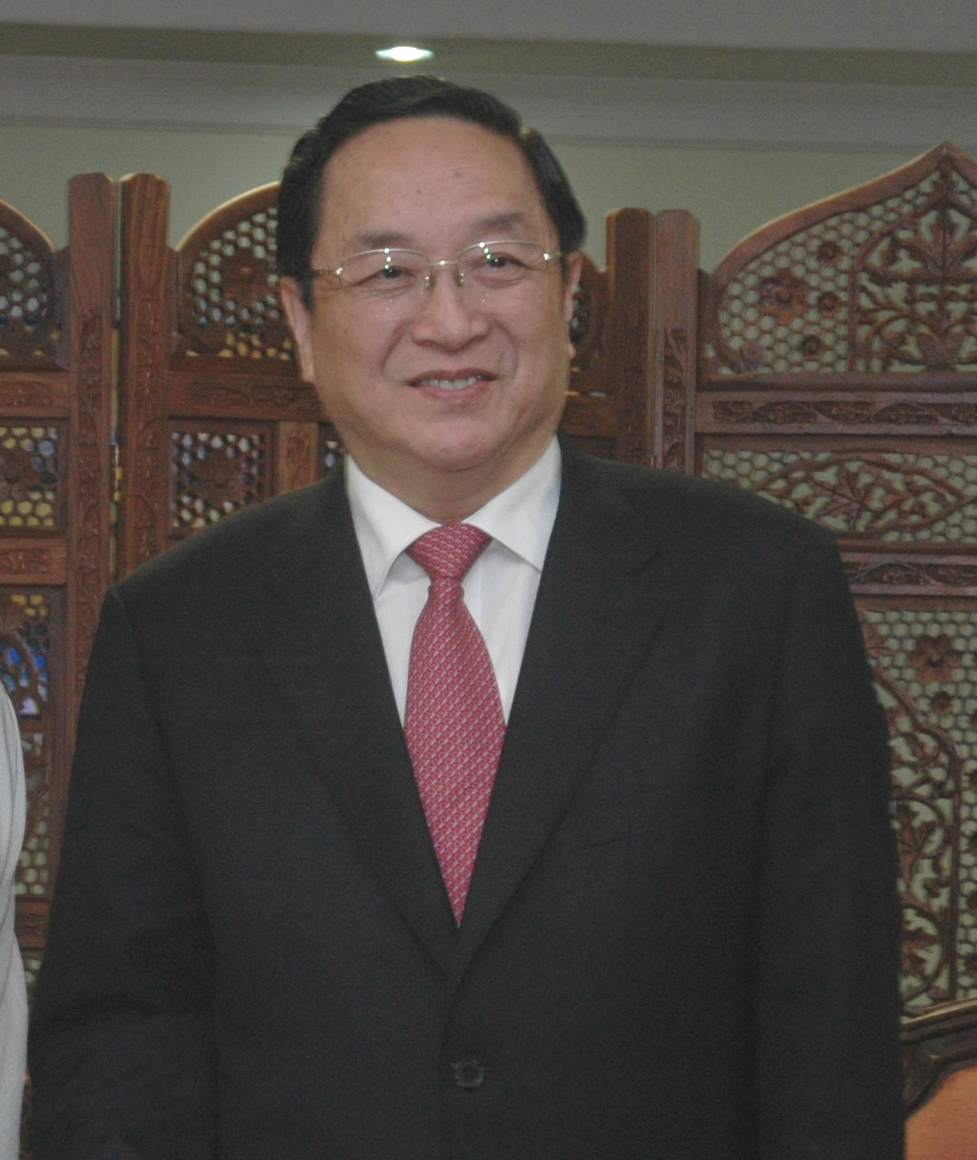
市委书记俞正声
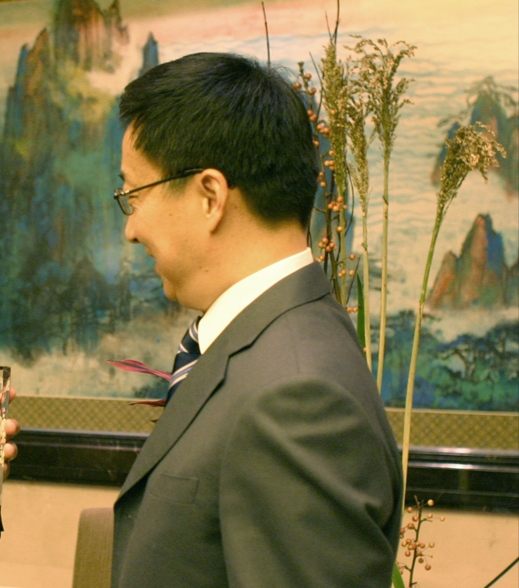
市长韩正
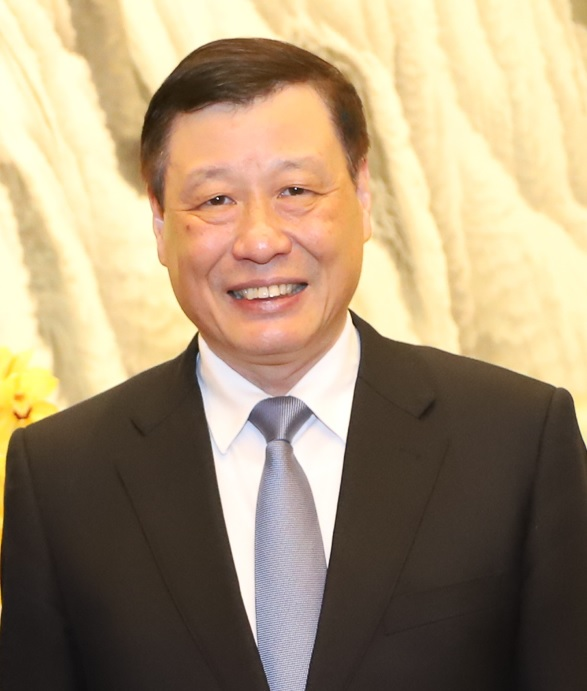
市高法院长应勇

## 大事记
- 上海大师赛
- 1号线事故